# Ляшенко Олександр Іванович
Олекса́ндр Іва́нович Ляше́нко (нар. 16 березня 1950 року, Львів, УРСР, СРСР) — український педагог, вчений-фізик; доктор педагогічних наук (1996), професор (1996), академік НАПНУ (2003). Заслужений діяч науки і техніки України (2005).

## Біографічні дані
Народився 16 березня 1950 року у Львові. Батько — Іван Федорович Ляшенко, мати — Лідія Григорівна Ляшенко.
У 1972 році закінчив Київський педагогічний інститут.

## Наукова робота
Основний напрям наукових досліджень — дидактика та методика навчання фізики. Вивчав проблеми моніторингу якості загальної середньої освіти, застосування тестових технологій в оцінюванні навчальних досягнень учнів і студентів, формування предметної компетентності у процесі навчання фізики.

### Основні праці
За ЕСУ:
- Основні поняття і закони фізики. К., 1986 (співавтор);
- Формування фізичного знання в учнів середньої школи: Логіко-дидактичні основи. К., 1996;
- Методика і техніка навчального фізичного експерименту в основній школі. Кам'янець-Подільський, 2010 (співавтор);
- Організаційно-методичне забезпечення моніторингових досліджень якості загальної середньої освіти. К., 2011 (співавтор);
- Методика і технології оцінювання діяльності загальноосвітнього навчального закладу. К., 2012 (співавтор).[1]

## Нагороди
- Заслужений діяч науки і техніки України (2005)
- Державна премія України в галузі науки і техніки (2012)
- Премія НАПНУ (2011)[1]